# Epania opaca
Epania opaca là một loài bọ cánh cứng trong họ Cerambycidae.